# Goleszewo
Goleszewo (deutsch Wilhelmshof) ist ein Ort in der polnischen Woiwodschaft Ermland-Masuren und gehört zur Landgemeinde Braniewo (Braunsberg) im Powiat Braniewski (Kreis Braunsberg).

## Geographische Lage
Goleszewo liegt westlich der Bahnau (polnisch Banówka) im Nordwesten der Woiwodschaft Ermland-Masuren, 14 Kilometer südöstlich der jetzt auf russischem Staatsgebiet gelegenen Kreisstadt Heiligenbeil (russisch Mamonowo) bzw. 13 Kilometer östlich der heutigen Kreismetropole Braniewo (deutsch Braunsberg).

## Geschichte
Wilhelmshof war ein großer Hof und ein Vorwerk und damit auch Wohnplatz zu Lindenau (polnisch Lipowina) im ostpreußischen Kreis Heiligenbeil, Regierungsbezirk Königsberg.
Seit 1945 liegt der kleine Ort in Polen und trägt die polnische Namensform „Goleszewo“. Er gehört jetzt zur Gmina Braniewo im Powiat Braniewski, von 1975 bis 1998 der Woiwodschaft Elbląg, seither der Woiwodschaft Ermland-Masuren zugeordnet.

## Religion
Bis 1945 war Wilhelmshof in die evangelische Kirche Lindenau (polnisch Lipowina) in der Kirchenprovinz Ostpreußen der Kirche der Altpreußischen Union eingepfarrt. Mit seiner fast ausnahmslos römisch-katholischen Einwohnerschaft gehört Goleszewo jetzt zur ermländischen Pfarrei Lipowina, Dekanat Braniewo.

## Verkehr
Goleszewo ist von der verkehrsreichen polnischen Woiwodschaftsstraße 507 (ehemalige deutsche Reichsstraße 142) im Abzweig Wola Lipowska (Breitlinde) über eine Stichstraße zu erreichen.
Die nächste Bahnstation war bis 1945 Vogelsang (polnisch Zakrzewiec) und ist jetzt Grodzie. Sie liegt an der Bahnstrecke Olsztyn Gutkowo–Braniewo.